# 佐伯全成
佐伯 全成（さえき の またなり）は、奈良時代の貴族。姓は宿禰。官位は従五位上・陸奥守。

## 経歴
天平17年（745年）聖武天皇が難波行幸にて体調不良を来した際、橘奈良麻呂から黄文王を皇嗣に立てる旨の謀反を唆されるが全成は拒絶する。天平18年（746年）従五位下に叙爵。この時期、全成は陸奥国介として蝦夷征討や陸奥国の政務に就いていたものと考えられている。
天平21年（749年）当時金の産出がなされていなかった日本において、陸奥守・百済王敬福が黄金を発見し900両を聖武天皇に献上した。東大寺の造営に多量の金を必要としていた聖武天皇は、これに狂喜し元号を天平から天平感宝に改め、同年5月11日には黄金発見の功労者や陸奥の国司が昇叙された際、全成も従五位上に昇進した。さらに天平勝宝4年（752年）5月に百済王敬福が常陸守に任ぜられると、その後任として全成は陸奥守に任ぜられた。また、全成は同年4月9日の東大寺盧舎那仏像開眼供養において久米舞舞頭を務めている。この間、孝謙天皇が即位した天平勝宝元年（749年）11月に全成は再び奈良麻呂から謀反計画を諮られていたが、このときも謀反への協力を拒絶している。
天平勝宝8歳（756年）4月に聖武上皇不予に際して黄金を納めるため陸奥より上京したところ、奈良麻呂から三度目の謀反計画を謀られる。大伴古麻呂と共に佐伯・大伴両氏族を率いて黄文王を擁立し仲麻呂派を除こうというものであったが、全成はこれを拒絶した。同年5月2日に聖武上皇が崩御すると、上皇の遺言により孝謙天皇の皇太子には道祖王が立てられた。しかし、翌天平宝字元年（757年）3月に道祖王が孝謙天皇の不興を受けたため廃されると、仲麻呂が推す大炊王（のち淳仁天皇）が立太子された。この一件により奈良麻呂派と藤原仲麻呂派の対立は抜き差しならぬものとなった。対立の原因は孝謙天皇の母・光明皇后が藤原氏出身であり、孝謙天皇の寵愛を背景に仲麻呂が急速に台頭していたからである。道祖王の廃太子にも光明皇后と仲麻呂が関与していたという説もある。
天平勝宝9歳（757年）6月に大伴古麻呂が陸奥鎮守将軍、全成は陸奥鎮守副将軍をそれぞれ兼任する。この人事は奈良麻呂派とみられていた古麻呂を中央から放逐したいと考えていた仲麻呂による事実上の左遷人事であった。全成もまた奈良麻呂派とみなされていたことから、陸奥に閉じ込めておくための人事であったと考えられる。この時は奈良麻呂自身も兵部卿を解任され右大弁に左遷されている。同年6月中旬以降、奈良麻呂派は奈良麻呂邸などで反仲麻呂派の謀議を持つようになった。大伴古麻呂や小野東人は謀議に参加していたものの、全成が参加していたかどうかは定かではない。しかし6月28日になって山背王が孝謙天皇に対して「奈良麻呂が兵をもって仲麻呂邸を囲む」旨を密告し、この謀議は露見することとなった。7月2日には奈良麻呂らが企んでいる謀反への参加を小野東人から呼びかけられたと、上道斐太都が仲麻呂へ密告したことにより、仲麻呂は直ちに中衛府の兵を動かして前皇太子・道祖王の邸を包囲し、小野東人らを捕らえて左衛士府の獄に下した（橘奈良麻呂の乱）。
捕らえられた奈良麻呂派の者たちは次々と拷問にかけられた。全成もその一人で、7月4日に奈良麻呂の謀反を証言した後に首をつって自殺した。橘奈良麻呂の乱では謀反に無関係であった反仲麻呂派の者も数多く捕らえられ、拷問の後に死亡したり官位を剥奪された上で流刑となった者も多く、全成もそういった人物の一人ではないかと考えられている。

## 官歴
『続日本紀』による。
- 時期不詳：正六位上
- 天平18年（746年） 4月22日：従五位下
- 時期不詳：陸奥介
- 天平21年（749年） 5月11日：従五位上
- 天平勝宝4年（752年） 5月26日：陸奥守
- 天平勝宝9歳（757年） 6月16日：兼陸奥鎮守副将軍